# Shōkōkan

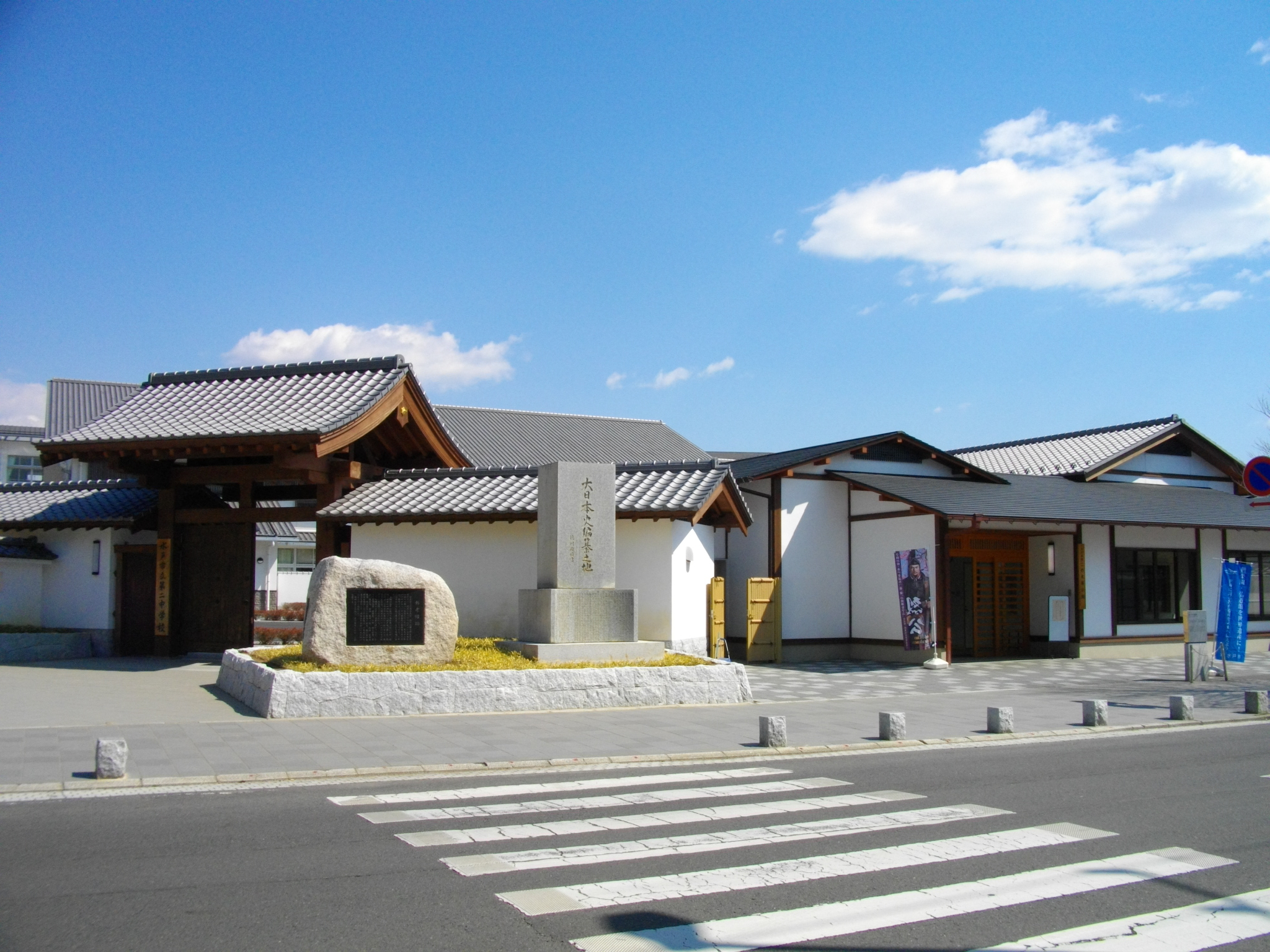
Site du Shōkōkan.

Le Shōkōkan (彰考館) est une structure de recherche mise en place en 1647 par l'école de Mito pour travailler à l'édition du Dai Nihonshi, ouvrage sur l'histoire du Japon. Il est désigné Japan Heritage en 2015.